# Alunișu, Cluj
Alunișu este un sat în comuna Sâncraiu din județul Cluj, Transilvania, România. În maghiară , Mogyorókeréke - numele original, <în traducere românească: dâmbul (dealul) cu alune>, astăzi, poartă un nume derivat, de Magyarókereke. În germană , Mären, denumire de la care provine și forma colocvială, mai veche, de Muerău, Majerou sau Măierou.

## Scurt istoric

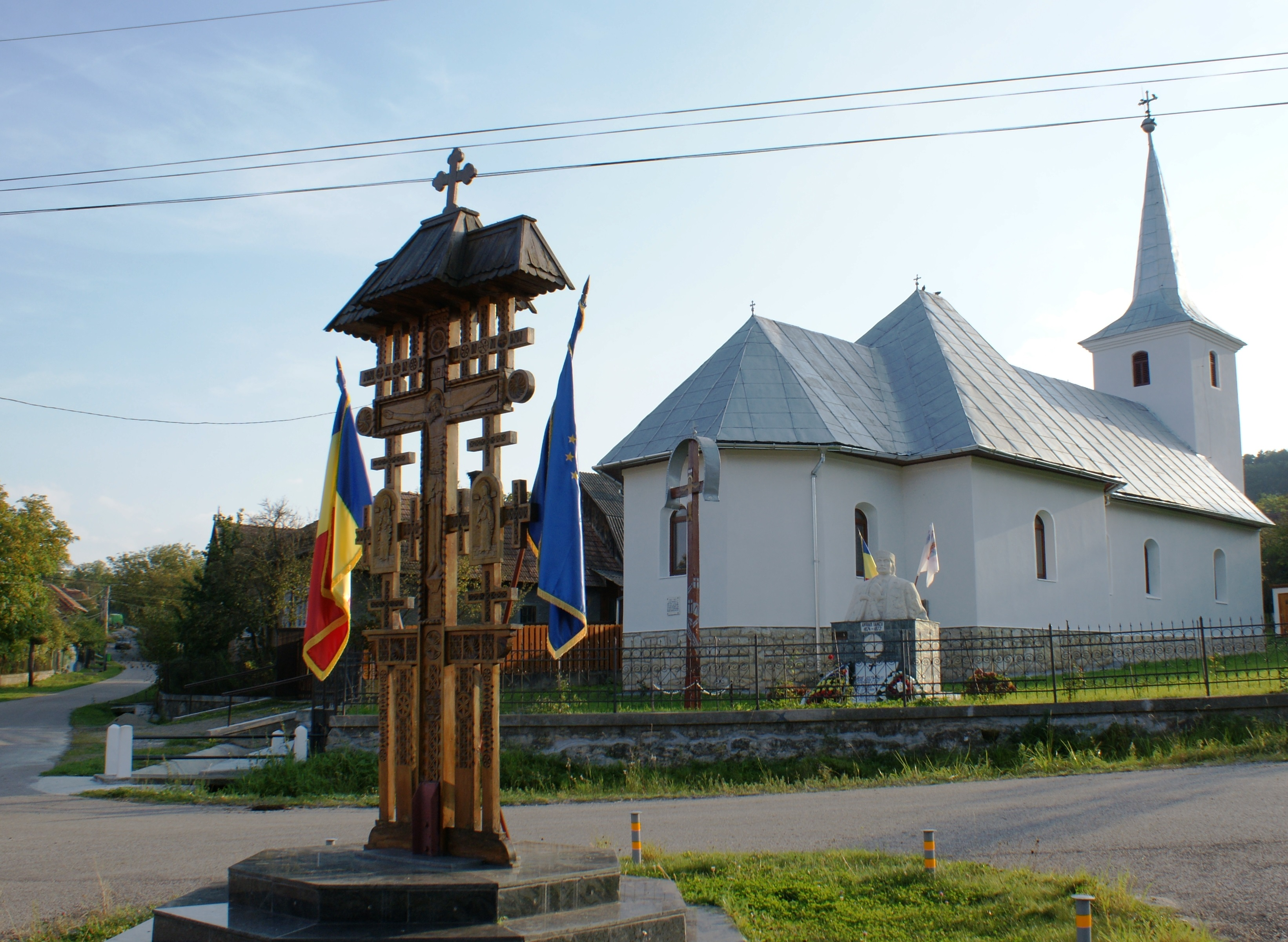
Biserica „Coborârea Spiritului (Duhului) Sfânt ridicată în 1880 ca biserică greco-catolică (ortodoxă din 1948)

Satul Alunișu ființează ca obște regulată, comunitate de locuire permanentă, încă de la sfârșitul secolului XVII, odată cu refugierea din calea tătarilor invadatori (ultima mare invazie mongolă din Europa) a locuitorilor din zona vechii așezări numite Remetea (Rimetea), de lângă actualul sat Brăișoru. Așezarea veche s-ar fi aflat pe drumul ce făcea legătura dintre Cluj și cetatea Oradiei, prin pasul montan Pădurea Craiului (hotarul de odinioară dintre Principatul Transilvaniei și regiunea Partium - provincie istorică din regatul medieval maghiar, purtând numele, în latină, după neamul parților, popor ce locuia odinioară, în Câmpia Tisei). Zona unde este așezat satul acum, la poalele muntelui Horăiții (din masivul Vlădeasa), este consemnată documentar încă din 1437, ca posesie latifundiară (possessio Mogyoro Kerek), fiind adeseori cunoscută ca loc de pășunat pentru turmele de oi din ținutul Călatei (vechiul arhidiaconat romano-catolic de Călata - Kalotaszeg). Colinele de sub muntele Horăiții aveau mai multe păduri de aluni, de aici venind, în final, și numele satului, Alunișu sau Mogyorókeréke (în maghiară).(http://www.sancraiu.ro/ro/istoria/istoria.frame.htm Arhivat în 22 februarie 2024, la Wayback Machine.)
Denumirea in limba germană, de Mären, de la care ar proveni numele colocvial, mai vechi, al localității, Muerău, Majerou sau Măierou, ar fi o traducere arhaică a cuvântului "moaraj", adică a spăla lână oilor în vâltoare, la moară. O legendă a locului spune că primul om care s-ar fi așezat pe aceste meleaguri, undeva pe vechea vatră a satului, era un cioban care își făcuse cu timpul o moară pentru spălat lâna oilor. 
O altă posibilă interpretare a numelui satului, de Mären, în limba germană, ar fi aceea că acei crescători de animale (oi și altele) pripășiți pe aceste  meleaguri ar fi venit din Moravia de odinioară (Mähren - în germană, https://de.wikipedia.org/wiki/M%C3%A4hren), după o serie de colonizări făcute la sfârșit de secol XVII, început de secol XVIII, de Curtea imperială de la Viena, după invazia turcilor și tătarilor în Transilvania (https://de.wikipedia.org/wiki/M%C3%A4hrische_Walachei?oldformat=true). Ar fi de amintit aici câte ceva și despre aromânii veniți în acele timpuri din Balcani, precum cei din Croația, cunoscuți și sub numele de morlaci, despre care se spune ca ar fi format satul cu numele de Morlaca, aflat în vecinătatea Alunișului.

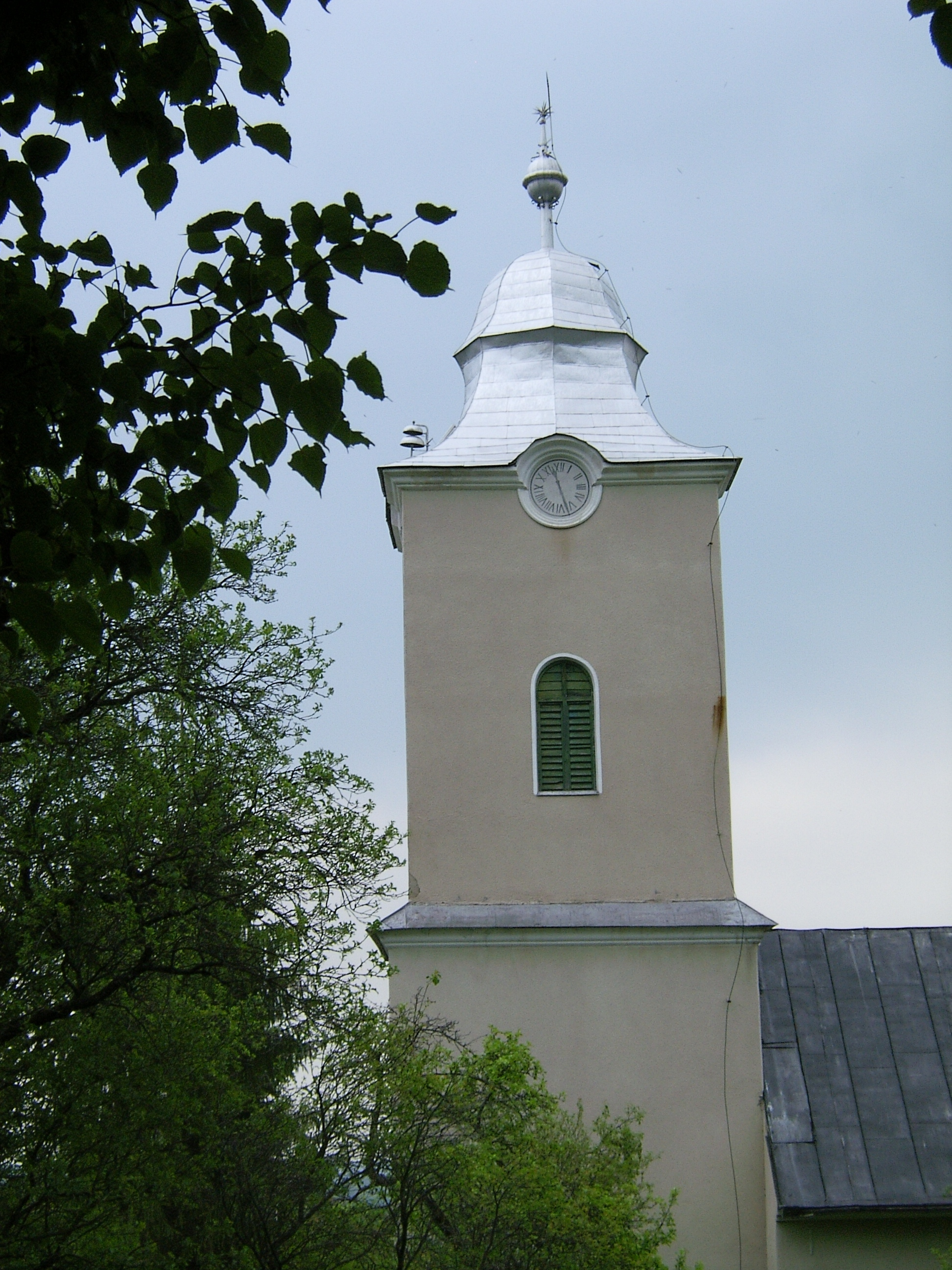
Actuala biserică reformată din Alunișu (Mogyorókereke) ridicată în anul 1746

## Monumente istorice
- Biserica reformată

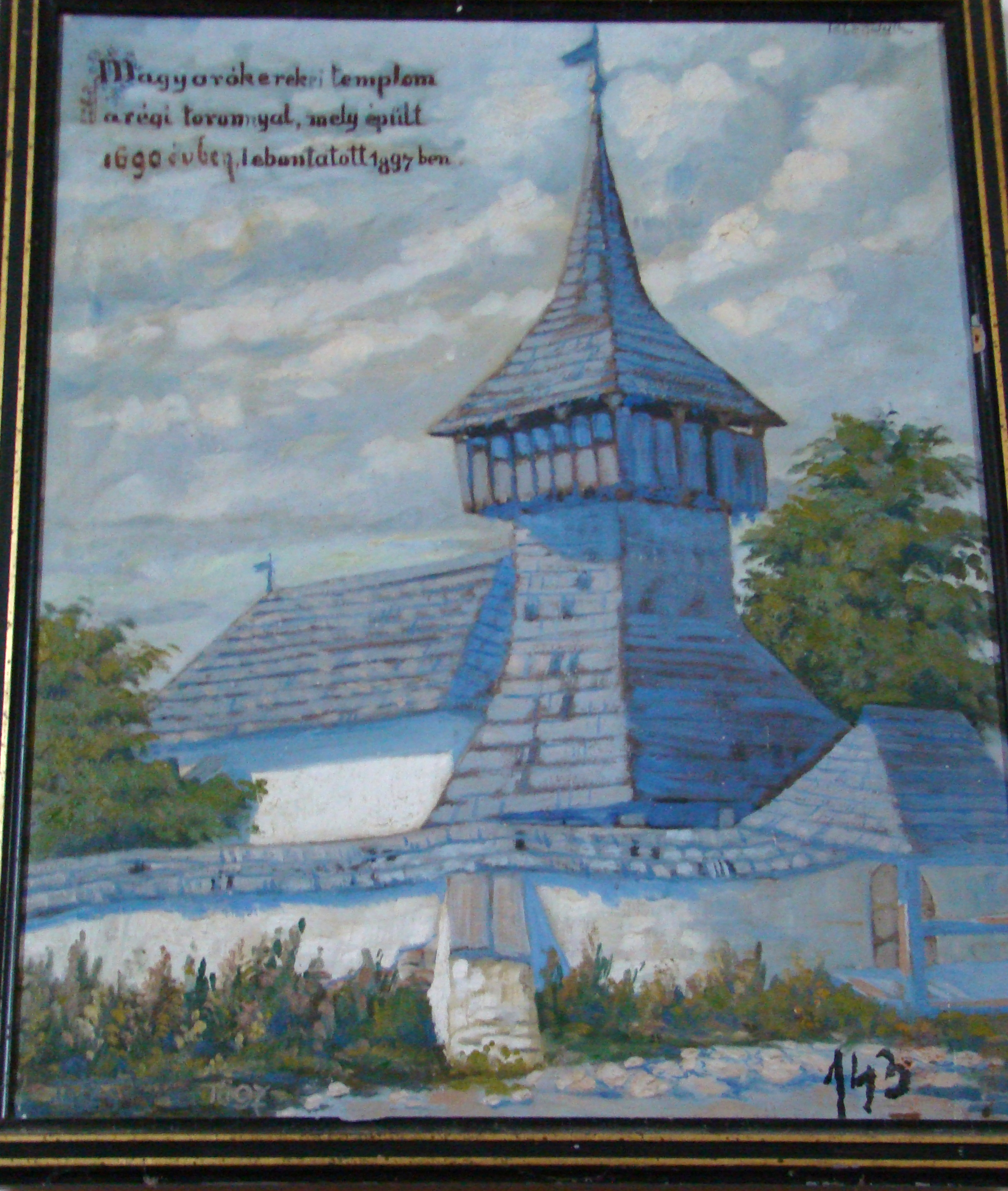
Tabloul lui Telegdy Arpad, realizat în 1894, mărturie prețioasă ce arată vechea înfățișare a bisericii reformate

Actuala biserică reformată din Alunișu a fost construită în 1746 (într-un stil baroc mai sobru) pe locul uneia mai vechi ridicată la sfârșit de secol XVII. Biserica se află pe noua listă a monumentelor istorice sub codul LMI: CJ-II-m-B-07517. Lăcașul de cult protestant (reformat sau calvin) a fost reconstruită și renovată de mai multe ori, începând cu 1690, după care au fost consemnați anii 1728, 1897, 1904 (turnul). Datorită numeroaselor modificări, edificiul de azi și-a pierdut aspectul medieval. În biserică este expus tabloul lui Telegdy Arpad, pictat în 1894, cu o imagine a unei vechi biserici cu turnul din lemn, într-un stil gotic rural, specific locului.
Cele mai valoroase lucruri din biserică sunt amvonul și corul pictat, realizate de renumitul tâmplar sas Lorenz Umling în secolul XVIII. Tavanul original de lemn pictat, restaurat ulterior, se află expus astăzi în Muzeul Etnografic din Budapesta.

## Bibliografie

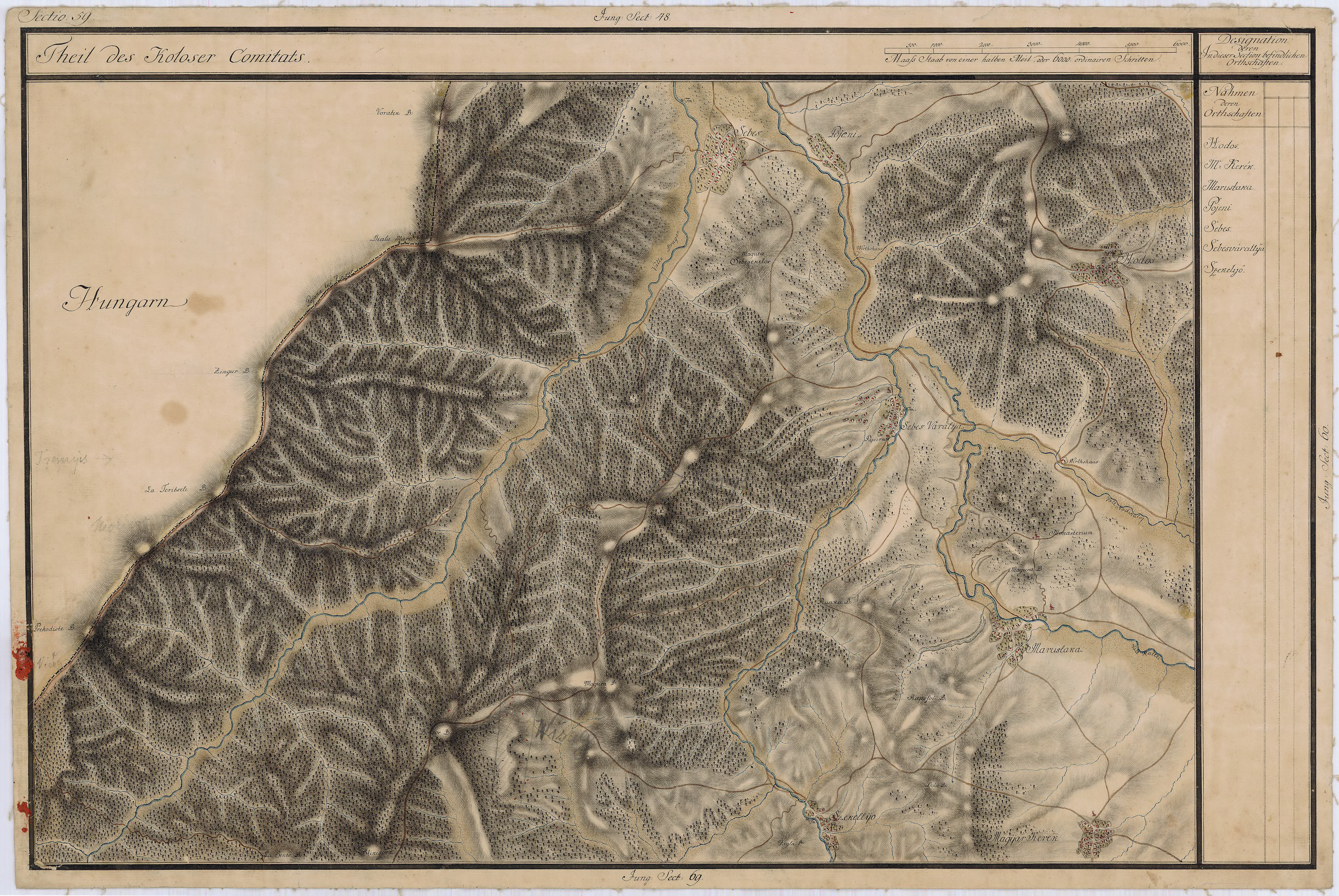
Alunișu în Harta Iosefină a Transilvaniei, 1769-1773

## Galerie de imagini

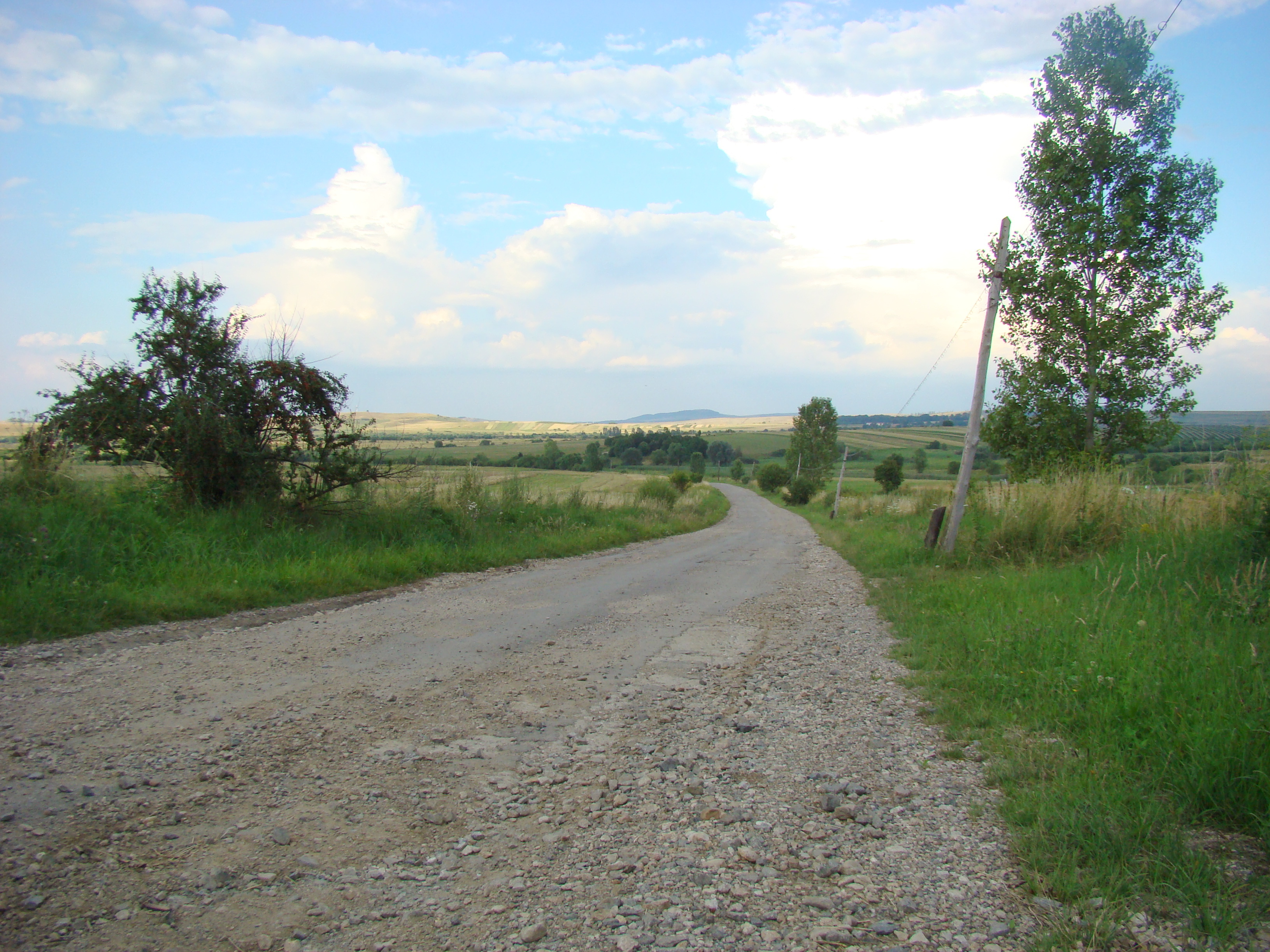
Drumul vechi ce leagă Sâncraiu de Alunișu
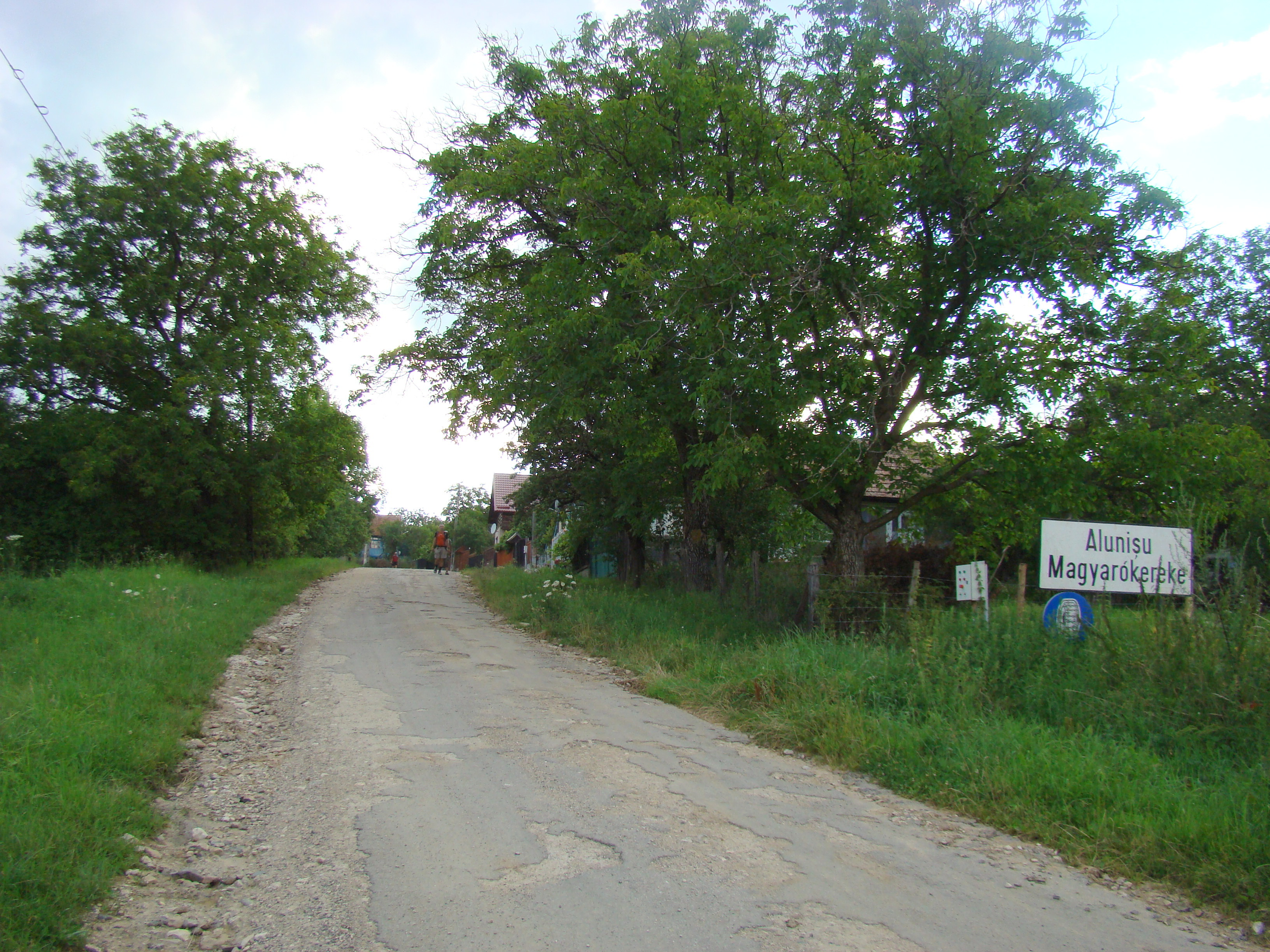
Intrarea în localitate, drumul vechi
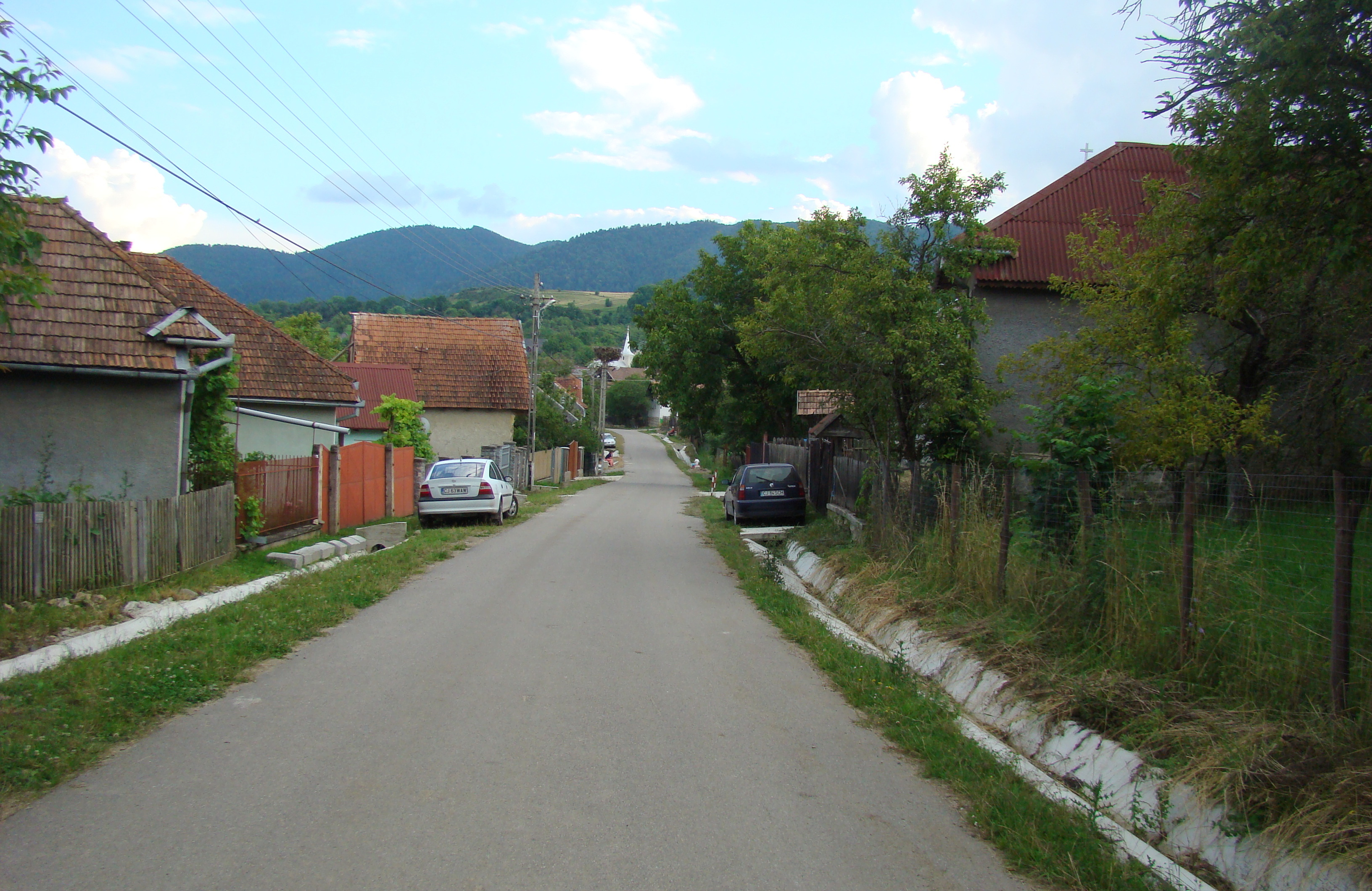
Pe ulița satului
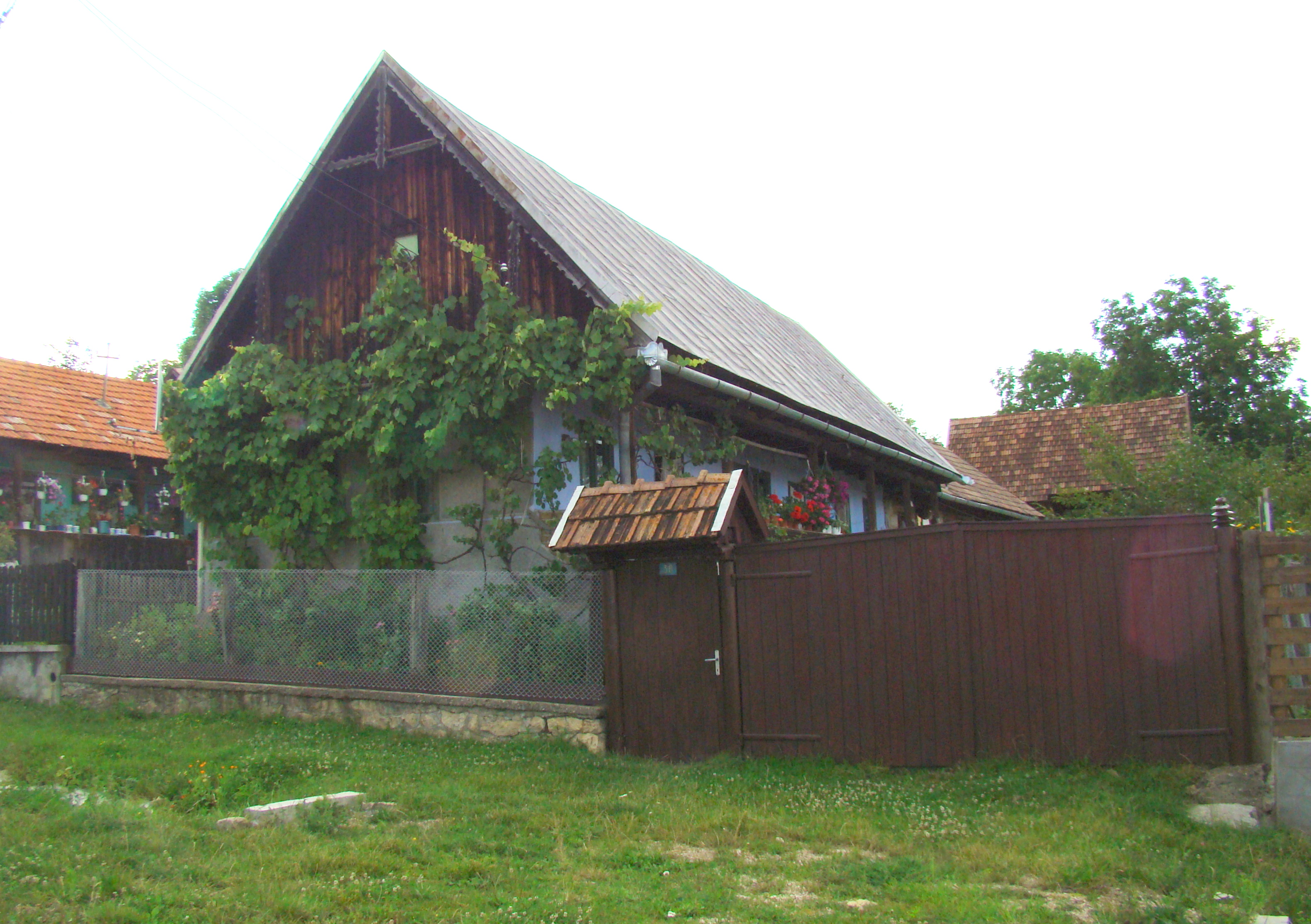
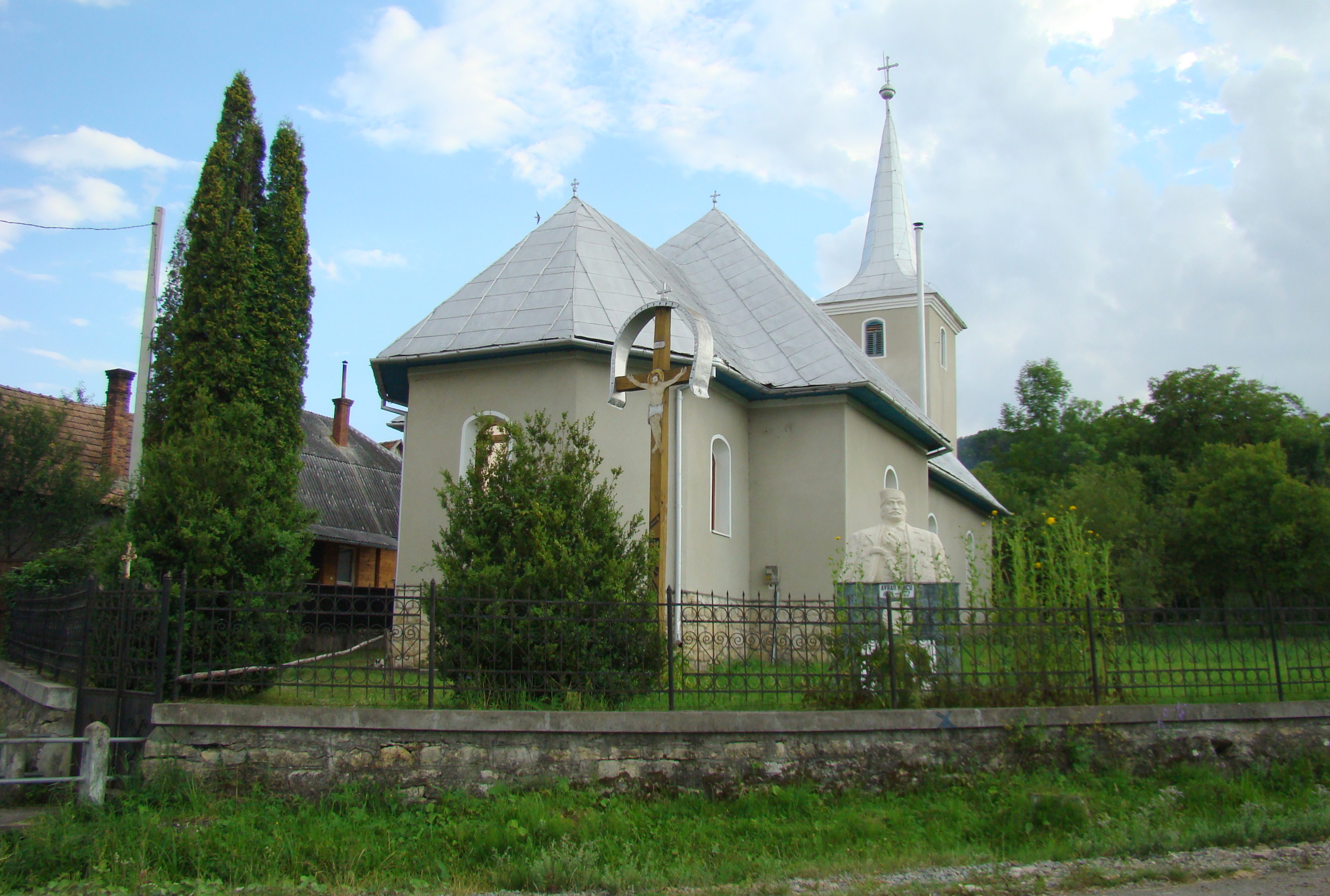
Biserica românească, ctitorie greco-catolică, ridicată în 1880
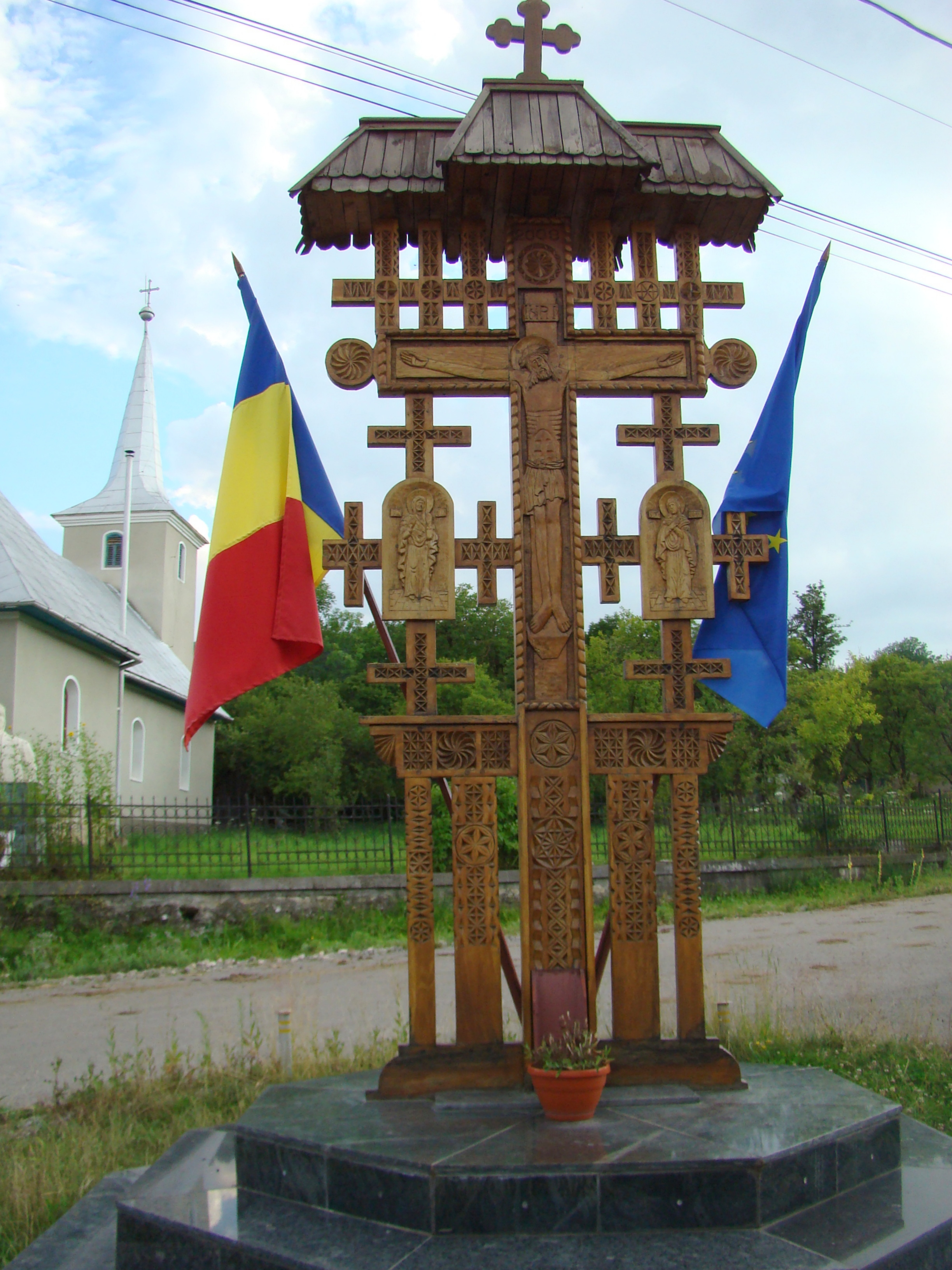
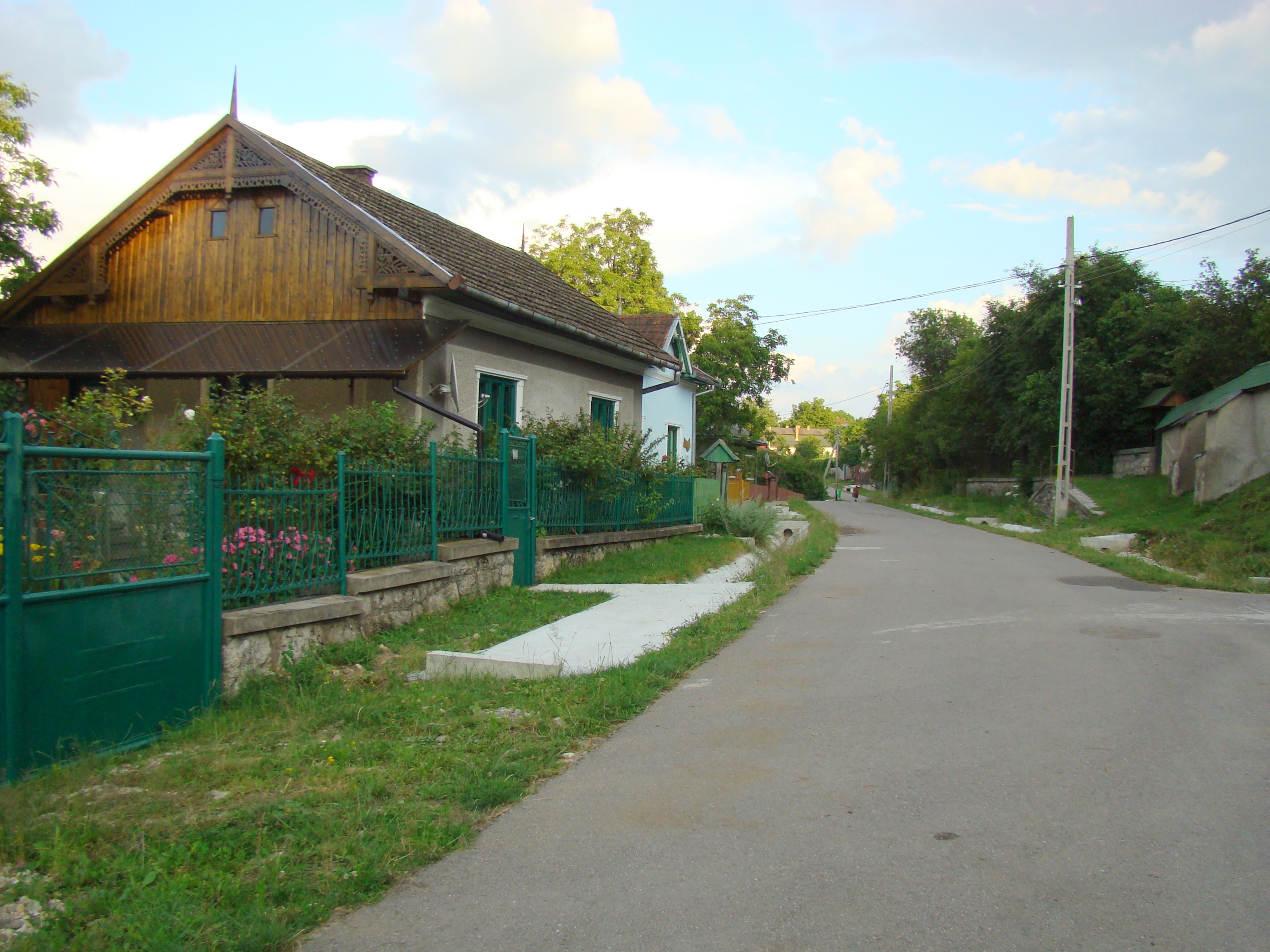
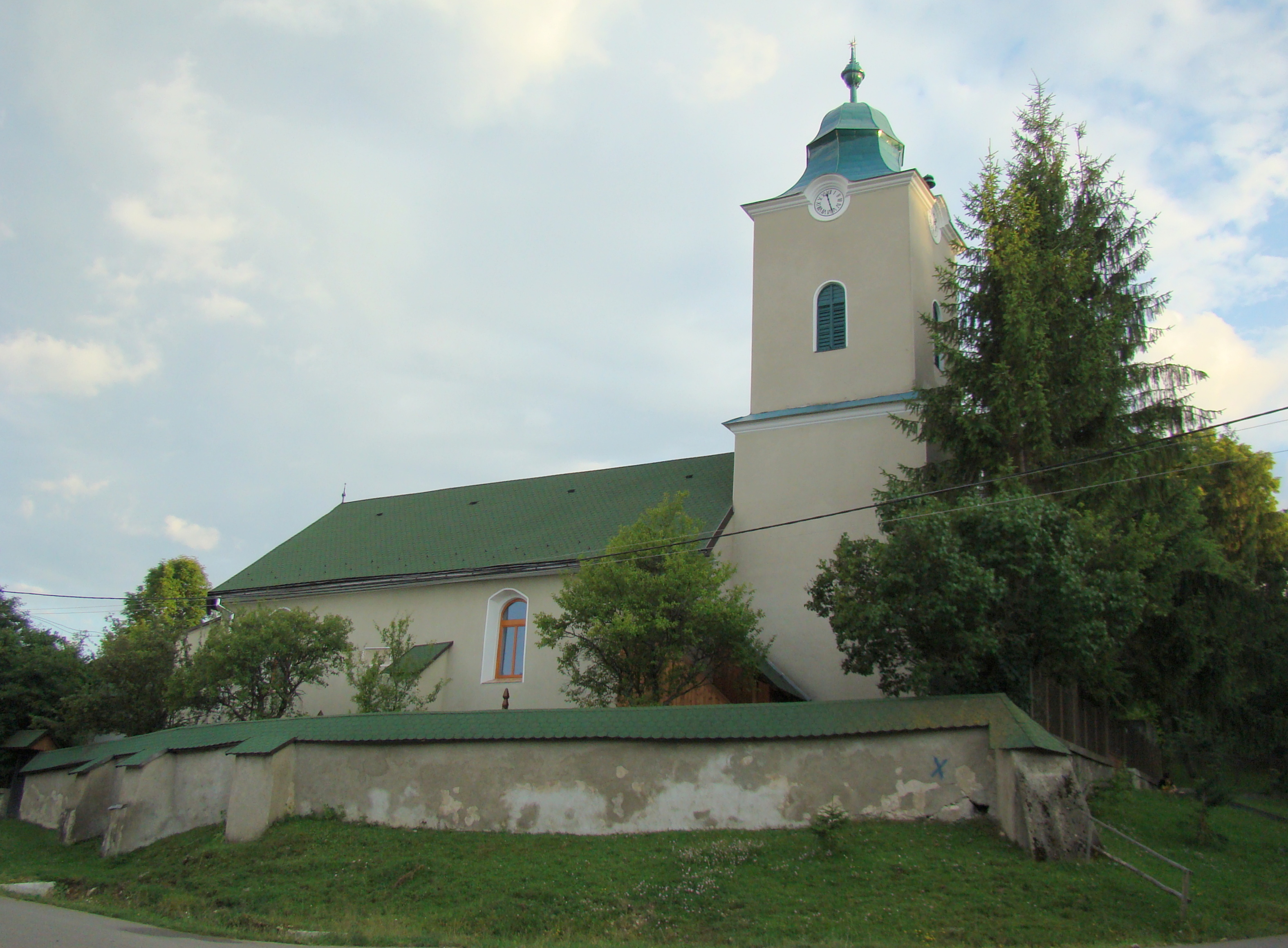
Biserica reformată (maghiară) - monument istoric
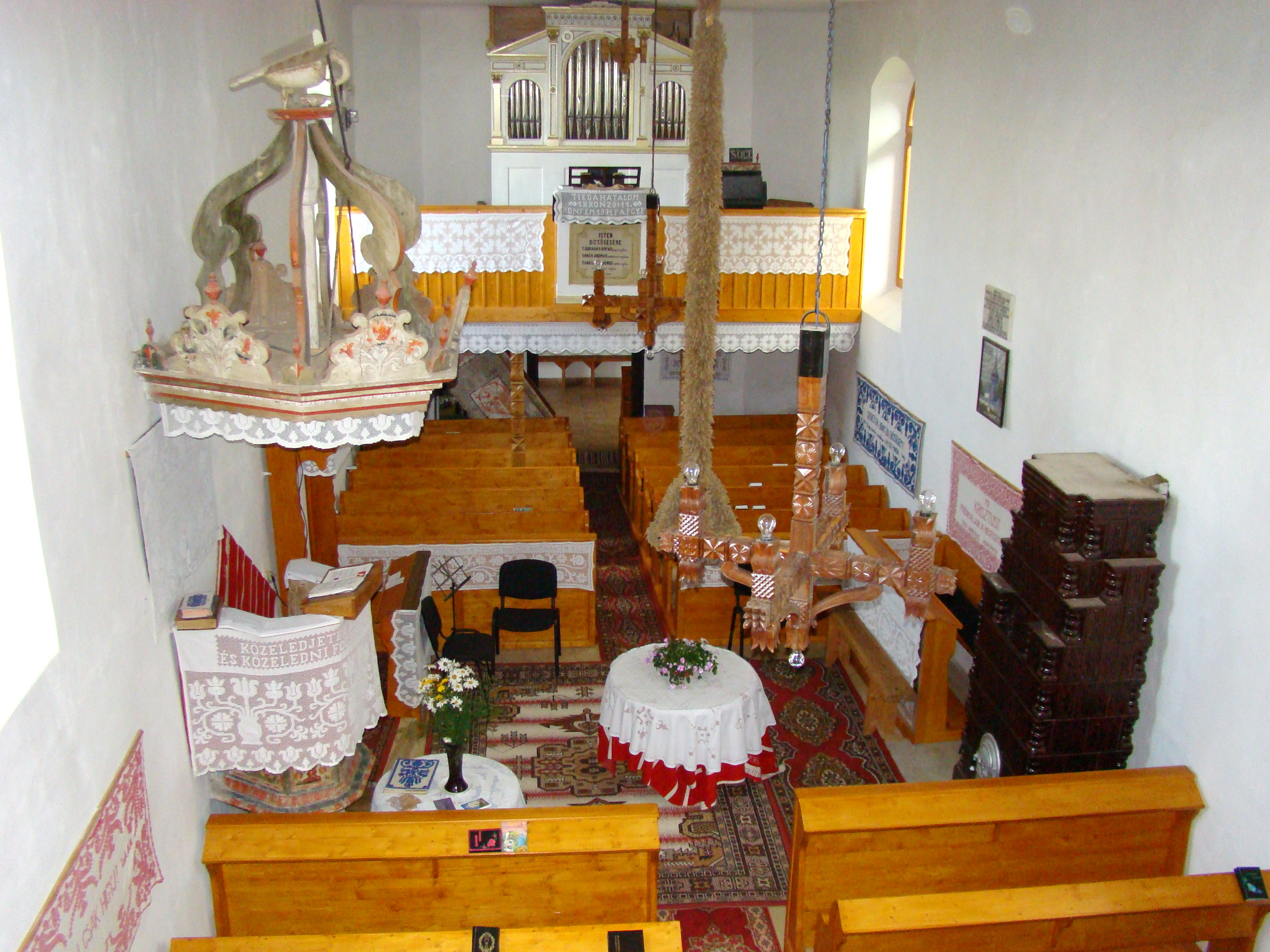
Biserica reformată - interiorul lăcașului de cult
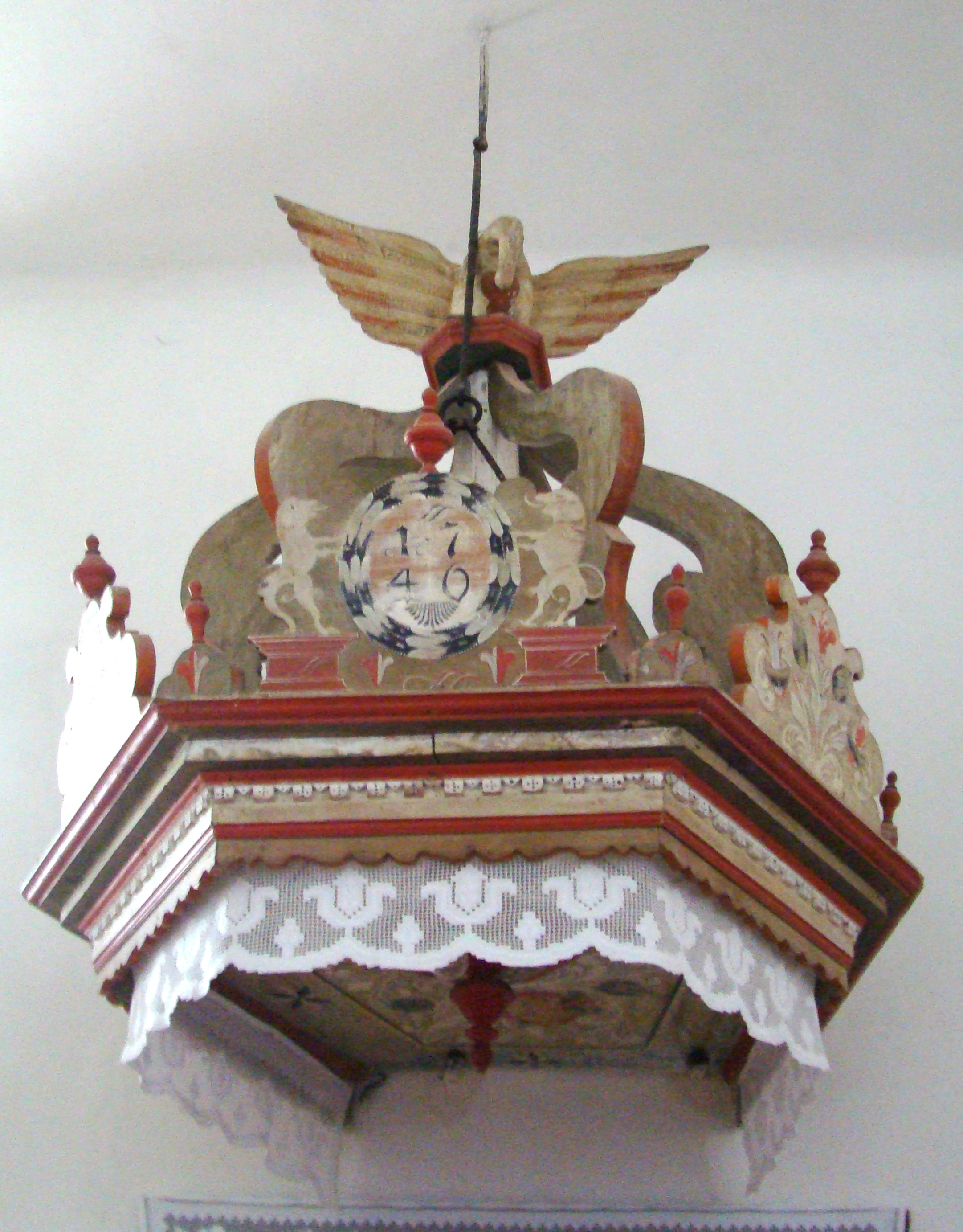
Coroana amvonului
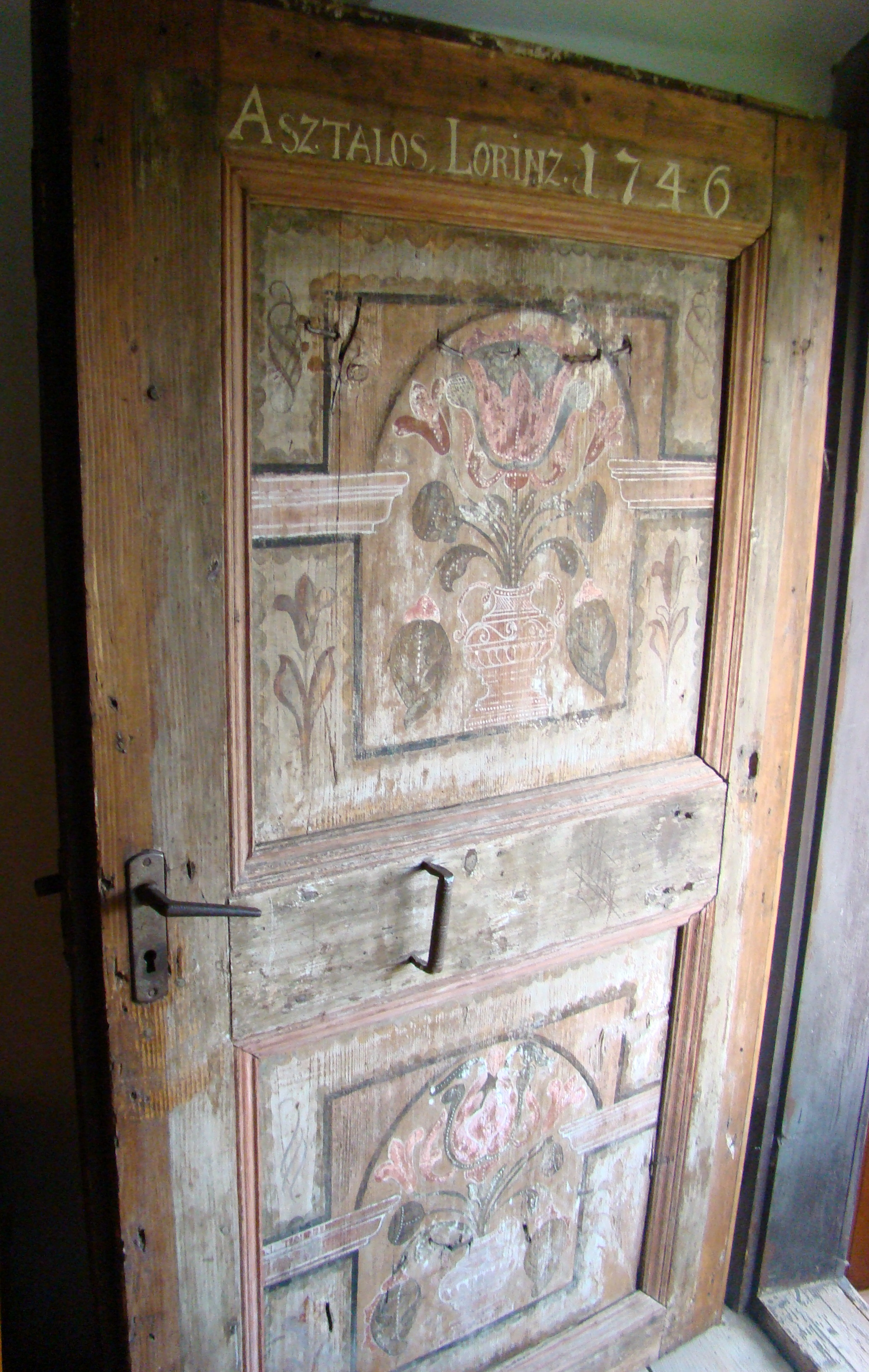
Ușa veche a bisericii reformate, opera cunoscutului meșter sas Lorenz Umling cel Bătrân
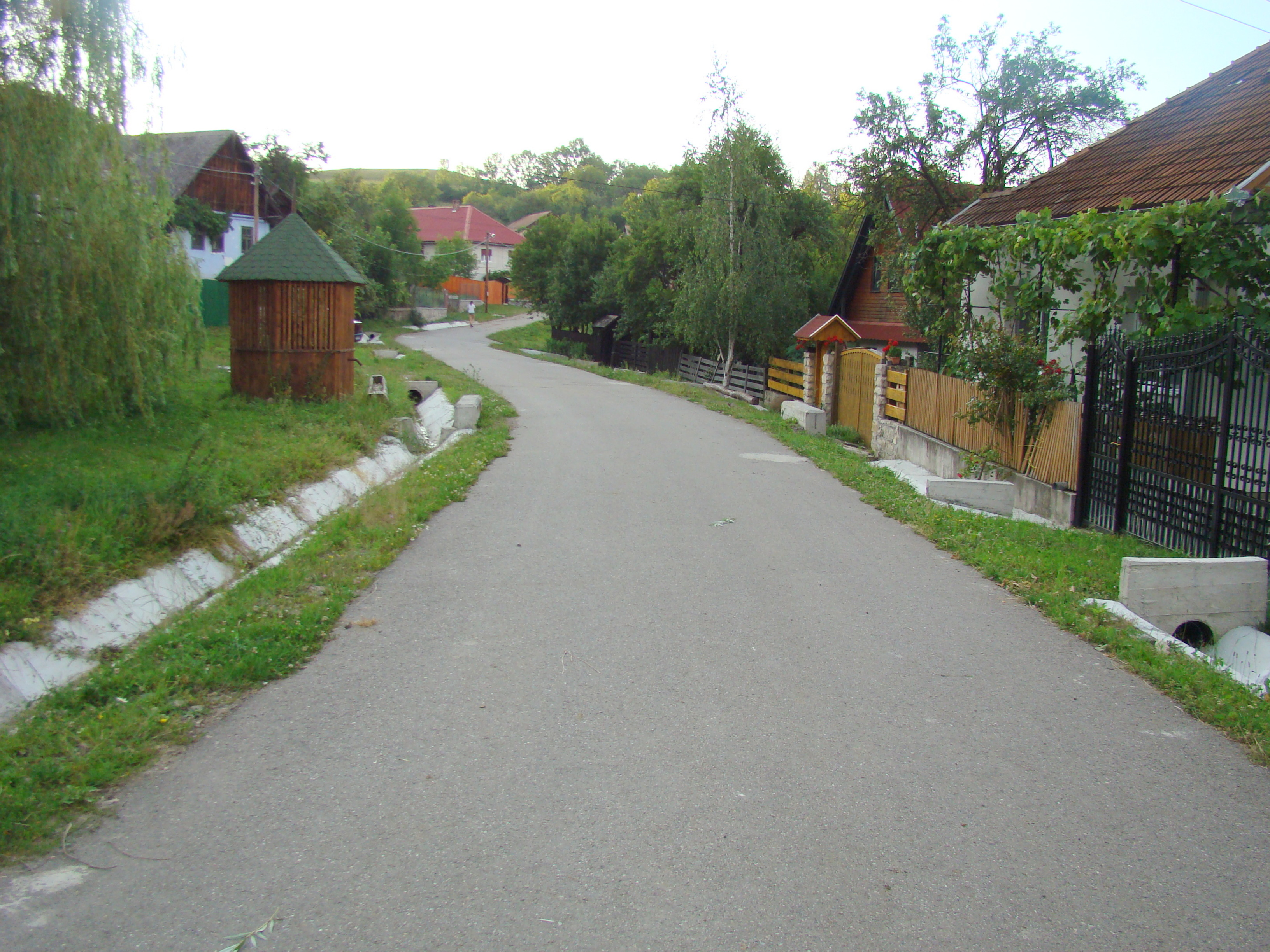

## Legături externe
Materiale media legate de Alunișu la Wikimedia Commons